# Китайский менеджмент
Китайский менеджмент — это специфичные для Китая и Юго-Восточной Азии идеология и практики управления, сформировавшиеся под определяющим воздействием конфуцианства. Конфуцианство являлось идеологией, оказывавшей доминирующее влияние на психотип китайцев и практики хозяйственной деятельности и управления в Китае, начиная с периода Сражающихся государств до объединения Китая императором Цинь Шихуанди в 221 до н. э., и далее до создания Китайской Республики в 1911 году. Признание на государственном уровне конфуцианство получило во времена царствования династии Хань (206 г. до н.э. – 220 г. н.э.).

## Взгляды Конфуция
Учение Конфуция – это система социально-политических взглядов, основу которых составляет приоритет моральных ценностей и норм, базирующихся на этико-ритуальной благопристойности, обозначаемой иероглифом 礼 (ли). Конфуций считал, что существует тесная связь между культурой (文 – вэнь) и правильным общественным устройством. Такой взгляд на идеальное общественное устройство приводит к идее, что право человека на высокий социальный статус определяется его
духовно-моральными качествами, то есть в идеале руководитель должен быть (или стать) «благородным мужем» (君子 – цзюнь цзы), который противоположен «ничтожному человеку» (小人 – сяо жень). Универсализм «благородного мужа» противопоставляется специализации «ничтожного человека». Знания по Конфуцию – это прежде всего «знание людей». Волевое возвращение человека к благопристойности (礼 – ли) порождает «благородного мужа», а результатом его появления
становиться торжество гуманности (仁 – жень), под которым понимается доброта правителя к подданным. Внешняя ритуализированная этико-социальная норма (礼 – ли) объединяется им с внутренней морально-психологической установкой на гуманизм и справедливость в отношении подчиненных (仁 – жень). Конфуций отождествляет государство с обществом, а социальные связи выводит из межличностных, прежде всего семейных коммуникаций. Конфуций последовательно переносит структуру семьи на все большие социальные страты начиная с организации и заканчивая государством. Метафорой, описывающей суть таких отношений, является отношения между патриархальным отцом и сыном, которую характеризует «сыновья почтительность» (孝 – сяо), являющаяся по Конфуцию «корнем добродетели».

## Практики управления
Философия конфуцианства сформировала в Китае и Юго-Восточной Азии трудовую этику которая включает веру в ценность напряженного труда, преданность организации, бережливость, самоотдачу, гармонию отношений, любовь к образованию и мудрости, а также озабоченность социальной благопристойностью. Конфуцианские ценности требуют, чтобы человек в первую очередь был движим долгом перед семьей и обществом, а не реализацией своих личных интересов и возможностей. Групповые интересы считаются важнее интересов индивидуума, и, если необходимо, то индивидуальные потребности приносятся в жертву для того, чтобы могли быть реализованы потребности группы или организации.
В управленческих практиках, основанных на конфуцианстве, поведение и роли членов организации определяется пятью формами взаимоотношений, а гармония в организации основана на этических принципах, которые называют «пять добродетелей». В китайских организациях решения принимают руководители высшего звена, и ожидается, что сотрудники будут выполнять директивы без вопросов и обсуждения. Считается, что сотрудники должны быть лояльны своей организации, а организация обязана заботиться об их потребностях и нуждах. Взаимоотношения между работодателем и работниками носят значительно более холистический и патерналистский характер, чем в западных компаниях. Конфуций считал, что отношения должны выстраиваться как взаимоотношения в паре «отец – сын». Отец должен руководить сыном, а сын должен проявлять почтение и следовать советам отца. От китайского менеджера требуется поступать аналогично во взаимоотношениях со своими подчиненными: как «отец» «сыну» он должен давать указания, консультировать и обучать свой персонал. Отношения ролевой модели «отец-сын» должны обеспечить доверие и гармонию среди членов коллектива. В логике конфуцианства организация рассматривается как продолжение семьи. Модель «муж и жена» во времена Конфуция была призвана демонстрировать принцип, в соответствии с которым каждый должен выполнять свою роль: муж принимает решения,
жена покорно их выполняет. У всех членов организации есть свои обязанности и своя особая роль в организации. Социальный контроль поддерживается благодаря сильной клановой ориентации, а отношения устанавливаются на основе заранее определенных ролей и соответствующего поведения, которое вытекает из этих ролей.
Уважение возраста по-прежнему является важным аспектом китайской культуры, и возраст также важен для определения мобильности и позиции сотрудника в организации. Менеджерам младшего возраста труднее продвигаться по карьерной лестнице в сравнении с менеджерами более старшего возраста, даже если менеджер младшего возраста более квалифицирован, и в соответствии с западными стандартами, более подходит для замещения соответствующей вакансии в организации. От молодых сотрудников ожидается, что они будут ждать своей очереди для карьерного продвижения. В обмен на это неоспоримое уважение к старшим, последние должны проявлять заботу о нуждах своих более молодых коллег.
Коллективная ответственность считается более предпочтительной, чем личная ответственность, и считается неуместным выделять одного члена группы для похвалы, так как такая практика подрывает внутригрупповую гармонию. Китайский менеджмент исходит из того, что акцент на индивидуализм значительно снижает взаимное доверие членов группы.
Традиционно китайские менеджеры больше ценят преданность делу, надёжность и лояльность, чем эффективность и производительность подчиненных. Различия в индивидуальных показателях не считаются важными, пока коллектив или группа эффективно функционирует. Китайские практики управления в целом ориентированы на построение доверия в организации и обеспечение лояльности сотрудников на всех уровнях. Для реализации такой стратегии очень важным аспектом является этическая ориентация руководителя, в идеале менеджер должен поддерживать самые высокие с точки зрения моральной оценки стандарты личного поведения. Также следует отметить ритуализацию деловых и управленческих практик, которая человеком западной культуры может восприниматься как формальные и негибкие, однако китайцы считают, что такие ритуалы способствуют формированию долгосрочной ориентации организации и способствуют установке на терпение и на укрепление психологической резилентности.

## Функции менеджмента в парадигме конфуцианских взглядов
Организационная работа руководителя предполагает заботу о мире и гармонии (和平 – хэ пхин) в организации, при этом он должен быть справедливым и иметь моральное мужество (義 – и), обеспечивать целостность (廉 –лянь) и избегать позора (恥 – чхи). Управление персоналом подразумевает обеспечение лояльности (忠 – чжун), требует доброжелательности (仁爱 – жэнь ай) и способствованию филиальному благочестию (孝 – сяо) и тесному единению (悌 – тхи) внутри организации. Контроль подразумевает рост доверия (信 – синь) с целью обеспечения непрерывности бизнеса, определение места и обеспечения соблюдения социальных ритуалов (禮 – ли) в организации с целью поддержания энтузиазма и командного духа.
Конфуцианский менеджмент исходит из того, что мир и гармония (和平 – хэ пхин) связаны с практикой уважения и братства. Способность хорошего лидера разрешать организационные конфликты базируется, во-первых, на развитии собственных добродетелей; во-вторых, он должен обеспечить формирование и усиление чувства взаимной ответственности среди членов группы или коллектива; в-третьих, он должен искать способы уменьшить агрессивность конфликтов, создавая «гуманную организацию», в которой добродетели подавляют эгоистичные разногласия. Хороший лидер создает механизмы, которые поддерживают такую организационную структуру, в которой ни один, даже небольшой конфликт не остается незамеченным, а несогласие с решениями руководителя должно находится в очень узких границах и не может превышать определенные пределы. Люди могут считать некоторые решения, особенно затрагивающие их личные интересы, неправильными и несправедливыми, однако в рамках конфуцианского подхода беспрекословное подчинение уравновешивается концепцией морального мужества (義 – и), которая предусматривает тщательное обдумывание своих действий и их последствий руководителем. Предполагается, что мужество, безусловно, необходимо для того, чтобы действовать, особенно когда есть сомнения или страхи по поводу последствий.
Целостность (廉 – лянь) – концепция последовательности действий, ценностей, методов, мер, принципов, ожиданий и результатов. Целостность можно рассматривать как противоположность лицемерию, и тогда, как частность, из неё выводятся такие взаимоотношения, которые предполагают, что стороны с противоположными убеждениями, должны всегда учитывать такие несоответствия, а не пытаться их замаскировать. Согласно конфуцианским взглядам, наличие целостности гарантирует, что человек не станет жадным и не будет действовать из эгоистических побуждений. Руководитель должен понимать свою ответственность и свою роль, и, исполняя её показывать пример и быть образцом подражания для подчиненных. Корпоративная культура, в основе которой лежит целостность, снижает риски мошенничества, что позволяет тратить меньше времени и ресурсов на контроль и аудиты, направив активность на рост бизнеса и обеспечение его устойчивости.
Конфуцианский менеджмент требует избегать позора (恥 – чхи). Речь идёт о том, чтобы оставаться честным и ответственным, исполняя свою роль в деловых отношения. В частности, человек должен осознавать свои возможности и не должен давать обещаний, которые он не сможет выполнить. Если действие может нанести ущерб целостности (廉 – лянь), такого действия следует избегать. Таким образом, прежде чем приступить к конкретному проекту, требуется проанализировать возможные результаты и последствия действий. И если действие приводит к позору (恥 – чхи), то следует отказаться от осуществления такого проекта.
Менеджмент, основанный на конфуцианских принципах, требует уделять внимание формированию командного духа и содействовать взаимоуважению среди членов команды. Такой подход определяется как филиальное благочестие (孝 – сяо) и тесное единение (悌 – тхи). Чрезвычайно важной считается концепция ритуалов (禮 – ли), которые должны иметь свои места в управлении для обеспечения порядка и стабильности в организации. Такие ритуалы должны подчеркнуть то, что у каждого есть своя роль, и когда эти роли выполняются и исполняются надлежащим образом, взаимоотношения между людьми улучшаются, организация достигает гармонии и добивается поставленных целей.